# Ballymoney
Ne doit pas être confondu avec Ballymena.
Ballymoney (de l'irlandais : Baile Monaidh ; en scots : Bellymoney) est une petite ville du comté d'Antrim en Irlande du Nord, au Royaume-Uni. D'après le recensement de 2021, la ville compte 11 048 habitants.
La ville accueille le festival dramatique de Ballymoney fondé en 1933, qui est le plus vieux festival dramatique d'Irlande.
La ville connaît récemment une importante expansion et a l'espérance de vie la plus élevée d'Irlande du Nord avec 78 ans pour les hommes et 82,6 ans pour les femmes.

## Politique
Le conseil municipal est présidé par le Parti unioniste démocrate (Democratic Unionist Party). Sinn Féin est le deuxième plus grand parti avec le Parti unioniste d'Ulster (Ulster Unionist Party), Parti social-démocrate et travailliste (Páirtí Sóisialta Daonlathach an Lucht Oibre).

## Histoire

### Conflits à Ballymoney
Pour plus d'information voir The Troubles in Ballymoney (en).

## Démographie
Ballymoney est classé comme une petite ville d'après la NISRA (c'est-à-dire comprenant entre 4 500 et 10 000 habitants). D'après le recensement du 29 avril 2001 il y a 9 021 habitants à Ballymoney.
- 22,6 % avaient moins de 16 ans et 19,8 % avaient plus de 60 ans.
- 47,3 % étaient des hommes et 52,7 % des femmes.
- 17,3 % étaient de confessions catholiques et 79,8 % protestant.
- 3,9 % de la population étaient au chômage[2].

## Monuments
Ballymoney est l'une des plus vieilles villes d'Irlande comme en témoigne la présence de nombreux monuments historiques dans le centre-ville.
- Une église datant de 1637 est le plus ancien bâtiment de la ville.
- Un autre bâtiment caractéristique est l'horloge de la ville et une demeure masonique construite en 1775 par le sixième comte et deuxième marquis d'Antrim. La demeure fut utilisée en tant que marché, tribunal, mairie et école.
- La mairie fut érigée en 1866.

## Personnalités
- L'un des plus célèbres habitants est Joey Dunlop. « Roi de la route », il fut cinq fois champion du monde de moto. Il est mort en 2000 à la suite d'un tragique accident pendant une course en Estonie. Une statue est érigée à sa mémoire dans la ville.
- William McKinley, vingt-cinquième Président des États-Unis est né dans l'Ohio mais il est le descendant d'un fermier de Conagher proche de Ballymoney.
- Thomas McKean, fils d'un émigrant de Ballymoney. Signataire de la Déclaration d'Independance, Officier pendant la guerre d'indépendance, rédacteur de la constitution du Delaware, « Président » (c'est-à-dire gouverneur) du Delaware, Gouverneur de Pennsylvanie.
- John Pinkerton, politicien membre du Parlement.
- James Young (en) (1918–1974), humoriste et comédien, né à Ballymoney.
- George Macartney premier ambassadeur britannique en Chine en 1772.

## Industrie
- Maine Soft Drinks Ltd

## Jumelage
- Benbrook, Texas
- Vanves, France